# Passer motitensis
El gorrión grande (Passer motitensis) es una especie de ave paseriforme de la familia Passeridae que habita en las sabanas, bosques y poblaciones del sur del continente africano.
La longitud del ave, del pico a las plumas caudales, es de entre 15 y 16 cm, semejando un gorrión común de grandes dimensiones. Su cabeza es gris con la tradicional capucha de los gorriones, de color rufo.
Taxonómicamente, se encuentra íntimamente emparentado con otros gorriones, como el gorrión de Socotora, el gorrión keniano, el gorrión del Kordofán y el gorrión de Shelley.